# AS Capricorne
El AS Capricorne es equipo de fútbol de Reunión que juega la Primera División de Reunión, la máxima categoría de ese país.

## Historia
Fue fundado en 1965 bajo el nombre de SS Capricorne el club Ravine des Cabris solo comenzó en la liga en 1971, llegando a la élite en 1984. El SSC se convirtió en AS Capricorne en 2010.

## Palmarés
- Segunda División de Reunión (4): 1983, 1991, 1997 y 1999.